# Saint-Apollinaire (Quebec)
Saint-Apollinaire es un municipio canadiense situado en la provincia de Quebec.

## Superficie
Saint-Apollinaire tiene una superficie de 96,83 km².

## Demografía
En 2021, tenía 7968 habitantes, una densidad poblacional de 82,3 hab./km², y 3449 viviendas.